# 大黄酸
大黄酸（英語：Rhein）, 又称山扁豆酸、决明酸（英語：cassic acid），是从大黄中提取得到的蒽醌衍生物。作为蒽醛衍生物，大黄酸具有泻药作用，在植物体内常以糖苷的形式存在，如大黄酸-8-糖苷或葡萄糖大黄苷等。大黄酸于1895年首次分离得到。其可以在波叶大黄、掌叶大黄等大黄属植物中发现，也可以在豆科决明属翅荚决明中发现。
最初，含有大黄酸的大黄属植物被用作泻药。人们认为大黄酸连同其他蒽醌苷一起具有这种性质。2008年，大黄酸发现其具有抗金黃色葡萄球菌的作用。大黄酸与抗生素苯唑西林和氨苄西林之间已证实具有协同作用或部分协同作用。
大黄酸具有抑制脂肪和肥胖相关蛋白生成的作用，这种蛋白可将mRNA上的N6-甲基腺苷去甲基化成腺苷。
大黄酸的药代动力学目前尚未开展广泛研究，但至少一项研究表明口服大黄酸的吸收效果比保留灌肠好 。研究显示，对于患有慢性充血性心力衰竭的老年患者，连续五天口服剂量为50 mg，每天两次的大黄酸是安全的。